# Festival Paris Cinéma
Festival Paris Cinéma je mezinárodní filmový festival, který se odehrává od roku 2003 v Paříži na přelomu června a července. Festival má projekce k poctám filmařů, tematické sekce a retrospektivní přehlídky.
Prezidentkou festivalu je od roku 2006 britská herečka Charlotte Rampling, v letech 2003-2005 tuto funkci zastával řecký režisér Costa-Gavras. Festival se koná s podporou Pařížské radnice.

## Ročníky
1. ročník
- Termín: 2. července - 15. července 2003

2. ročník
- Termín: 28. června - 13. července 2004
- Oceněné filmy:
  - Velká cena publika: Quand la mer monte
  - Cena ARTE: In Your Hands
  - Cena novinářů: South of the Clouds
  - Prix de l'avenir: Días de Santiago
- Pocta filmařům: Karin Viardová, Chung Chang-wha, BBC, Laurent Cantet, Walter Salles, Martin Winckler, Jean-Paul Belmondo, Oliver Stone, Fernando Solanas
- Retrospektivy: Claude Sautet, Hongkongské filmové studio Shaw Brothers
- Tematické programy:
  - Paříž - Londýn a zpět
  - Rock a film
  - Muzikál: cesta kolem světa
  - Točili také dokumenty… (Agnès Varda, Jean-Jacques Beineix, Al Pacino, Krzysztof Kieślowski aj.)
- French Classics with English Subtitles
- Paříž viděna...

3. ročník
- Termín: 28. června - 12. července 2005
- Oceněné filmy:
  - Velká cena publika: Watermarks
  - Cena novinářů: How the Garcia Girls spent their Summer
  - Prix de l'avenir: Ronde de Nuit
- Pocta filmařům: Jeanne Moreau, Jackie Chan, Michael Cimino, Moustapha Alassane, Tim Burton, Javier Bardem, Helma Sanders-Brahms, Arnaud a Jean-Marie Larrieu, Stanley Kwan, Lorenzo Recio
- Retrospektivy a tematické programy:
  - Zázrak brazilského dokumentárního filmu
  - Reggae a film
  - Animovaná Afrika
  - Unforgettable French Films
  - Experimentální film

4. ročník
- Termín: 27. června - 11. července 2006
- Oceněné filmy:
  - Velká cena publika: Bamako
  - Cena novinářů: Old Joy
  - Prix de l'avenir: C'est l'hiver
- Pocta filmařům: Cyd Charisse, Claude Chabrol, Rossy de Palma
- Retrospektivy a tematické programy:
  - Nové korejské filmy
  - Robert Wise Story
  - Inferno, pekelné italské kruhy
  - Electro a film
  - Francouzská klasika s anglickými titulky
  - Peter Fonda
  - Marilyne Canto
  - Nikolaus Geyrhalter
  - Německé rozjasnění

5. ročník
- Termín: 3. - 14. července 2007
- Oceněné filmy:
  - Velká cena poroty: This is England
  - Velká cena publika: The Cats of Mirikitani
  - Prix de l'avenir: Armin
- Pocta filmařům: libanonský film, Sandrine Bonnaire, Christopher Doyle, Francesco Rosi, Robin Wright Penn, Yasmin Ahmad, Naomi Kawase

6. ročník
- Termín: 1. - 12. července 2008
- Oceněné filmy:
  - Velká cena poroty: Young@Heart
  - Velká cena publika: Young@Heart
  - Prix de l'avenir: Tribu
- Pocta filmařům: filipínský film, Nathalie Baye, David Cronenberg, Aki Kaurismäki, Jean-Claude Carrière, Joseph Kuo, Ronit Elkabetz

7. ročník
- Termín: 2. - 14. července 2009
- Oceněné filmy:
  - Velká cena poroty: L'Autre Rive
  - Velká cena publika: La Nana (dlouhometrážní), Diplomacy (krátkometrážní)
  - Prix de l'avenir: Vegas (dlouhometrážní), Dehors (krátkometrážní)
- Pocta filmařům: turecký film, Claudia Cardinalová, Jean-Pierre Léaud, Tsai Ming-liang, Luis Miñarro, Naomi Kawase
- Retrospektivy a tematické programy:
  - Filmová noc
  - Starožitný film
  - Výstava fotografií pozvaných na festival fotografa Jérôma Bonneta
  - Adami (Administration des droits des artistes musiciens et enterpretes) dělá své filmy
  - Filmový koncert Kenji Mizoguchi
  - Kolem plamenů

8. ročník
- Termín: 3. - 13. července 2010
- Pocta filmařům: japonský film

9. ročník
- Termín: 2. - 13. července 2011